# Trychnosoma punctipleura
Trychnosoma punctipleura är en stekelart som först beskrevs av Thomson 1878.  Trychnosoma punctipleura ingår i släktet Trychnosoma och familjen puppglanssteklar. Arten är reproducerande i Sverige. Inga underarter finns listade i Catalogue of Life.